# Austrian Ludwig Foundation for Art and Science
De Österreichischen Ludwig-Stiftung für Kunst und Wissenschaft, internationaal bekend onder de Engelse naam Austrian Ludwig Foundation for Art and Science is een Oostenrijkse stichting voor kunst en wetenschap. De stichting is gevestigd in Wenen. De stichting is vernoemd naar Peter Ludwig en zijn vrouw Irene, die hun verzameling hedendaagse kunst, bekend als de Collectie Ludwig, in de stichting hebben ondergebracht. Samen met andere kunst vormt het de collectie van het Museum Moderner Kunst Stiftung Ludwig Wien (MUMOK). 